# Senat Rzeczypospolitej Polskiej IV kadencji (1935–1938)
Senat IV kadencji utworzony został w wyniku wyborów przeprowadzonych w Polsce w dwóch etapach (25 sierpnia i 15 września) w 1935 roku (poprzedni Senat III kadencji rozwiązany został 10 lipca 1935 roku).
Senat IV kadencji został rozwiązany 13 września 1938 roku przez prezydenta RP, Ignacego Mościckiego. Następny senat, Senat V kadencji, utworzony został w wyniku wyborów 6 listopada 1938 roku.

## Konstytucja kwietniowa
Podstawowe zadania Senatu określał Artykuł 46 konstytucji kwietniowej, który mówił (pisownia oryginalna):

(1) Senat, jako druga Izba Ustawodawcza, rozpatruje budżet i projekty ustaw, uchwalone przez Sejm, oraz uczestniczy w wykonywaniu kontroli nad długami Państwa.
(2) Nadto Senat narówni z Sejmem, choć bez prawa początkowania, bierze udział w rozstrzyganiu następujących spraw:
a) o wniosku, żądającym ustąpienia Rządu lub Ministra;
b) o ustawach, zwróconych Izbom Ustawodawczym przez Prezydenta Rzeczypospolitej do ponownego rozpatrzenia;
c) o zmianie Konstytucji;
d) o uchylaniu zarządzeń, wprowadzających stan wyjątkowy.

## Wybory
Konstytucja nie regulowała kwestii praw wyborczych w wyborach do Senatu, pozostawiając te kwestie do rozstrzygnięcia w ordynacji wyborczej.

### Ordynacja wyborcza z 8 lipca 1935 roku
Wybory zostały przeprowadzone na podstawie Ordynacji wyborczej do Senatu z 8 lipca 1935 roku. Nowa ordynacja wyborcza zmniejszała liczbę senatorów ze 111 do 96, wśród których Prezydent Rzeczypospolitej Polskiej powoływał 32. Obywatele pośrednio wybierali pozostałych 64 senatorów.
Warunkiem koniecznym posiadania czynnego prawa wyborczego było spełnianie któregokolwiek z poniższych warunków:
1. z tytułu zasługi osobistej: obywatele odznaczeni Orderem Orła Białego, Orderem Virtuti Militari, Krzyżem lub Medalem Niepodległości, Krzyżem Walecznych, Orderem Odrodzenia Polski lub Krzyżem Zasługi;
2. z tytułu wykształcenia:
  1. obywatele, którzy ukończyli szkołę wyższą lub zawodową stopnia licealnego, liceum pedagogiczne lub szkołę podchorążych;
  2. obywatele, którzy ukończyli jedną ze szkół równorzędnych z określonymi powyżej albo posiadali stopień oficerski;
3. z tytułu zaufania obywateli:
  1. obywatele piastujący stanowiska z wyboru w samorządzie terytorialnym, a mianowicie: członkowie rad (sejmików) wojewódzkich, powiatowych, gminnych i miejskich tudzież członkowie zarządów miejskich;
  2. obywatele piastujący stanowiska we władzach samorządu gospodarczego oraz w zarządach organizacji gospodarczych i zawodowych, a mianowicie: radcowie izb rolniczych, przemysłowo-handlowych i rzemieślniczych, przewodniczący zarządów cechów oraz oddziałów tych zrzeszeń przemysłowych i rzemieślniczych związków gospodarczych, które objęte były prawem przemysłowym, przewodniczący zarządów kółek rolniczych, zrzeszonych w Związku Izb i Organizacji Rolniczych, wreszcie przewodniczący zarządów oddziałów (kół) tych pracowniczych organizacji zawodowych, które liczyły co najmniej 1000 płacących składki członków;
  3. przewodniczący zarządów kół miejscowych (oddziałów, organizacji miejscowych) stowarzyszeń wyższej użyteczności;
  4. członkowie zarządów wyższych szczebli organizacyjnych określonych powyżej zrzeszeń.

Czynne prawa wyborcze do Senatu mieli tylko ci obywatele, którzy spełniali którykolwiek z powyższych warunków, ukończyli 30 lat i mieli czynne prawo wyborcze do Sejmu.
Bierne prawo wyborcze mieli obywatele, którzy mieli czynne prawo wyborcze do Sejmu, Senatu i ukończyli 40 lat.
Każdy powiat dzielił się na obwody wyborcze liczące po 90–120 wyborców do Senatu. Na każdy obwód przypadał 1 delegat do wojewódzkiego kolegium wyborczego. Wybory wyglądały w ten sposób, że organizowano zebranie obwodowe, w którym uczestniczyli obywatele mający czynne prawo wyborcze. Każdy wyborca miał prawo zgłosić na delegata jednego kandydata mającego bierne prawo wyborcze. Za wybranego na delegata uznawano tego kandydata, który uzyskał bezwzględną większość ważnie oddanych głosów.
Następnie organizowano zebranie wojewódzkich komitetów wyborczych (tego samego dnia w całym państwie). Wybierano na nim 15-osobową komisję, która układała listę wyborczą kandydatów na senatorów. Lista nie mogła liczyć więcej niż dwukrotność miejsc senatorskich do obsadzenia z danego województwa. Grupa co najmniej 20 delegatów mogła zażądać dopisania swojego delegata do listy.
Po wznowieniu zebrania następowało głosowanie na kandydatów z listy. Za wybranych na senatorów uznawano tych, którzy dostali głosy większości głosujących. W ten sam sposób wybierano zastępców senatorów.
Wybory były jednodniowe. Bierne prawo wyborcze miało ok. 100 tysięcy obywateli.

### Przebieg wyborów
Wybory do Senatu – jako pośrednie – odbyły się w 2 etapach: 25 sierpnia wybrano delegatów do wojewódzkich kolegiów wyborczych. Frekwencja w tym dniu wyniosła 167 tysięcy (na 267 tysięcy uprawnionych), czyli 62,4%, więcej niż w wyborach do Sejmu (frekwencja 45,9%), które odbyły się 2 tygodnie później.
Dokonano wyboru 2577 delegatów. Wojewódzkie kolegia zebrały się 15 września. Frekwencja (wśród delegatów) była prawie stuprocenowa. Najliczniejsze kolegium – we Lwowie liczyło 257 delegatów, najmniej liczne – w Brześciu – 54.

### Wyniki wyborów
W związku ze specyfiką organizacji przynależność partyjna kandydatów nie miała dużego znaczenia (choć 40% składu Senatu stanowili politycy i dawni parlamentarzyści), charakterystyka senatorów była następująca:
| Zawód                   | Liczba mandatów |
| ----------------------- | --------------- |
| Rolnicy                 | 22              |
| Dziennikarze i literaci | 5               |
| Duchowni                | 1               |
| Lekarze                 | 5               |
| Urzędnicy               | 14              |
| Urzędnicy samorządowi   | 5               |
| Wojskowi                | 8               |
| Przemysłowcy i kupcy    | 8               |
| Rzemieślnicy            | 1               |
| Prawnicy                | 5               |
| Adwokaci i notariusze   | 4               |
| Inżynierowie            | 2               |
| Nauczyciele             | 4               |
| Profesorowie            | 9               |
| Działacze społeczni     | 6               |
| Inne zawody             | 2               |

| Przedział wieku | Liczba mandatów |
| --------------- | --------------- |
| 40–45           | 15              |
| 45–50           | 24              |
| 50–55           | 22              |
| 55–60           | 16              |
| 60–65           | 6               |
| 65–70           | 6               |
| 70–75           | 4               |
| 75–80           | 3               |

| Wykształcenie | Liczba mandatów |
| ------------- | --------------- |
| Wyższe        | 71              |
| Średnie       | 17              |
| Niższe        | 8               |

| Narodowość | Liczba mandatów |
| ---------- | --------------- |
| Polacy     | 86              |
| Ukraińcy   | 6               |
| Niemcy     | 2               |
| Żydzi      | 2               |

| Wyznanie                | Liczba mandatów |
| ----------------------- | --------------- |
| Rzymskokatolickie       | 80              |
| Greckokatolickie        | 5               |
| Prawosławne             | 1               |
| Ewangelicko-reformowane | 8               |
| Mojżeszowe              | 2               |

W Senacie zasiadło 5 kobiet (Halina Jaroszewiczowa, Władysława Maciesza, Regina Fleszarowa, Julia Kratowska i Stefania Kudelska). 3 ostatnie – z nominacji Prezydenta RP.
Z każdego województwa wybrano 2–6 zastępców senatorów, którzy stawali się senatorami w wyniku wygaśnięcia, zrzeczenia lub utraty mandatu przez wybranego senatora.

## Regulaminy Senatu
Senat uchwalił Tymczasowy Regulamin Senatu w dniu 5 października 1935 roku. Biuro Senatu pracowało na podstawie Statutu organizacyjnego Biura Senatu Rzeczypospolitej.

## Prezydium Senatu
- Marszałek: Aleksander Prystor
- Wicemarszałkowie: Jerzy Barański, Mikołaj Kwaśniewski i Wacław Makowski
- Sekretarze: Stefan Dąbkowski, Halina Jaroszewiczowa, Mykoła Masłow, Franciszek Plocek, Piotr Olewiński i Konstanty Terlikowski.

Pierwotnie jednym z wicemarszałków Senatu był Kazimierz Świtalski (dostał się do Senatu z nominacji prezydenta Mościckiego). 3 grudnia 1935 roku Świtalski objął funkcję wojewody krakowskiego. Tuż przed objęciem tej funkcji Świtalski zrzekł się mandatu senatora.

## Praca Senatu
Senat rozpoczął obrady 4 października 1935 roku.
12 grudnia 1935 roku wyłoniono pierwszy skład komisji senackich:
- komisji budżetowej (25 czonków, przewodniczący Ludwik Evert)
- komisji administracyjnej (20 członków, przewodniczący Wojciech Gołuchowski)
- komisji spraw zagranicznych (15 członków, przewodniczący Wojciech Rostworowski)
- komisji wojskowej (10 członków, przewodniczący Aleksander Osiński)
- komisji prawniczej (20 członków, przewodniczący Stanisław Wróblewski)
- komisji gospodarczo-skarbowej (20 członków, przewodniczący Ferdynand Zarzycki)
- komisji oświatowej (20 członków, przewodniczący Janusz Jędrzejewicz)
- komisji komunikacyjnej (10 członków, przewodniczący Leon Kozłowski)
- komisji opieki społecznej (10 członków, przewodniczący Emil Bobrowski)
- komisji regulaminowej (10 członków, przewodniczący Wacław Makowski).